# Guy de Bray
 Guy de Bray nebo Guido de Brès (1522, Mons – 31. května 1567, Valenciennes) byl nizozemský protestantský reformátor v době renesance, hlavní autor belgické konfese.
V letech 1552–1556 byl potulným kazatelem v jižním Nizozemí. V roce 1565 byl za svůj kalvinismus zatčen a v roce 1567 pověšen.